# باقر ساروخانی
باقر ساروخانی (زاده ۱۳۱۸ در قزوین) جامعه‌شناس ایرانی و استاد برجسته و بازنشستهٔ گروه جامعه‌شناسی دانشکده علوم اجتماعی دانشگاه تهران است.
ساروخانی را پدر جامعه‌شناسی ارتباطات در ایران دانسته‌اند.
کتاب‌هایش در زمینه حوزه‌های جامعه‌شناسی و روش‌های تحقیق هست.

## سال‌های اولیه زندگی
باقر ساروخانی در سال ۱۳۱۸ در کوچه صالحیه خیابان مولوی در جنوب شهر قزوین به قول خودش در یک خانواده ستاکی زاده شد چون فقط مادر حضور داشت. این خانه علاوه بر حضور پدر، آب، برق، تلفن، رادیو و یخچال هم نداشت.

## تحصیلات
- پایان مقطع ابتدایی و متوسطه در قزوین (با کسب رتبه اول شهرستان)
- لیسانس زبان - ادبیات فرانسه و علوم تربیتی در دانشسرای عالی تهران در سال ۱۳۴۰ (با کسب رتبه اول)
- کارشناسی ارشد رشته علوم اجتماعی از دانشگاه تهران در سال ۱۳۴۲ (اعزام به فرانسه بخاطر کسب رتبه اول)
- لیسانس جامعه‌شناسی از دانشگاه سوربن پاریس
- دکترای دولتی (دتا) در جامعه‌شناسی از دانشگاه سوربن (با درجه بسیار عالی) و چاپ رساله در پاریس در سال ۱۹۶۸

## سمت‌ها
- استاد جامعه‌شناسی دانشکده علوم اجتماعی دانشگاه تهران از ۱۳۴۷
- سرپرست بخش روان شناسی اجتماعی موسسه مطالعات و تحقیقات اجتماعی از ۱۳۴۹ تا ۱۳۵۲
- معاون موسسه مطالعات و تحقیقات اجتماعی از ۱۳۵۰ تا ۱۳۵۲
- مدیر منتخب گروه جامعه‌شناسی دانشکده علوم اجتماعی دانشگاه تهران از ۱۳۷۰ تا ۱۳۷۴ (دو دوره)
- سرپرست بخش تحقیقات تطبیقی، موسسه مطالعات و تحقیقات اجتماعی از ۱۳۷۱ تا ۱۳۷۶
- مدیر گروه علمی - تخصصی جامعه‌شناسی خانواده انجمن جامعه‌شناسی ایران
- مدیر منتخب گروه آموزشی جامعه‌شناسی دانشگاه تهران از ۱۳۷۶ تا ۱۳۸۱ (سه دوره)
- استاد نمونه دانشگاه تهران در سال ۱۳۸۰
- استاد تمام وقت گروه آموزشی جامعه‌شناسی دانشگاه آزاد اسلامی واحد علوم و تحقیقات تهران
- مدیر گروه آموزشی زنان - خانواده (دانشگاه آزاد اسلامی واحد علوم و تحقیقات تهران)
- مدیر گروه تخصصی دکترای جامعه‌شناسی

## عضویت
- عضو انجمن جامعه‌شناسی ایران
- عضو هیئت تحریریه مجله جامعه‌شناسی وابسته به انجمن جامعه‌شناسی ایران
- عضو هیئت تحریریه فصلنامه مطالعات زن و خانواده دانشگاه الزهرا
- عضو هیئت تحریریه نامه علوم اجتماعی دانشگاه تهران
- عضو هیئت تحریریه مجله جامعه‌شناسی دانشگاه تهران
- عضو انجمن ایرانی مطالعات فرهنگی و ارتباطات
- عضو کمیته بین المللی خانواده
- بنیانگذار و مدیر مجله دانشکده (مجله علمی دانشگاه تهران)

### تألیف
- جامعه‌شناسی ارتباطات، تهران: اطلاعات، ۱۳۷۲
- جامعه‌شناسی ارتباطات در جهان معاصر، (با همراهی عالیه شکربیگی، مریم آقایی)
- جامعه‌شناسی نوین ارتباطات (رسانه‌ها در جهان امروز)
- درآمدی بر جامعه‌شناسی خانواده
- درآمدی بر دائره المعارف علوم اجتماعی، تهران: انتشارات کیهان، ۱۳۷۰
- دریوزگان: پژوهشی در شناخت تکدی در شهر تهران، (با لیلا سنگلجی)، تهران: خجسته، ۱۳۸۳
- روش‌های تحقیق در علوم اجتماعی: اصول و مبانی
- روش‌های تحقیق در علوم اجتماعی: بینش‌ها و فنون
- روش‌های تحقیق در علوم اجتماعی: روش‌های کمی: آمار پیشرفته
- روش‌های تحقیق در علوم اجتماعی: روش‌های کمی: فنون و ابزار پیشرفته پژوهش
- روش‌های تحقیق در علوم اجتماعی: علوم فازی، (با شیوا صادقی پور)
- طلاق: پژوهشی در شناخت واقعیت و عوامل اجتماعی آن، تهران: انتشارات دانشگاه تهران، ۱۳۷۲
- کودکان و رسانه‌های جمعی: پژوهشی در گفتمان برنامه‌های کودک در تلویزیون
- جامعه‌شناسی و مسائل ارتباط جمعی: اطلاعات، ۱۳۷۲
- اندیشه‌های بنیادین در دانش ارتباطات، تهران: خجسته، ۱۳۸۳
- ازدواج در ایران مسائل و تنگناها، تهران: سازمان جوانان، ۱۳۸۴
- خشونت در سینمای ایران، تهران: دانشکده علوم اجتماعی دانشگاه تهران، ۱۳۸۴
- گفتمان رسانه ای و کودکان، تهران: پژوهشکده صدا و سیما، ۱۳۸۵
- دانشنامه ارتباطات (۵ جلدی)، تهران: اطلاعات، ۱۳۹۶

### ترجمه
- جامعه‌شناسی وسایل ارتباط جمعی: ژان کازنوو، ترجمه با منوچهر محسنی
- جامعه همه‌جائی (درآمدی بر جامعه‌شناسی ارتباطات): ژان کازنوو، ترجمه با منوچهر محسنی
- فرهنگ علوم اجتماعی انگلیسی فرانسه فارسی: آلن بیرو